# Tour de Gignod
Pour les articles homonymes, voir Calvin et Gignod.
La Tour de Gignod (ou Tour de Calvin) est une tour de la Vallée d'Aoste située dans la commune du même nom.

## Histoire
Selon André Zanotto, elle a été construite dans au XIIe ou XIIIe siècle comme tour de signalisation en contact visuel avec d'autres châteaux valdôtains, mais pour la tradition elle a été bâtie en 1536 environ, quand les protestants suisses menacèrent le fief de Gignio. Selon Zanotto, dans cette période l'architecture a seulement été améliorée.